# Сун Цу
Сун Цу (544 – 496. године п. н. е.) је био кинески војни генерал, стратег, писац и мислилац. Аутор је списа Умеће ратовања, изузетно утицајног древног списа о војној стратегији. Он је такође један од најранијих поборника реализма у теорији међународних односа. Име Сун Цу ("Господар Сун") је почасна титула, право име писца је било Сун У. Био је такође познат и као Чанг Цин.
Рад Сун Цуа је хваљен и коришћен у источноазијском ратовању од свог настанка. Током двадесетог века, Уметност ратовања је порасла у популарности и видела је практичну примену и у западном свету. Она остаје утицајна у многим савременим такмичарским подухватима широм савременог света изван војне стратегије и ратовања, укључујући шпијунажу, културу, политику, бизнис и спорт.

## Сун Цу као историјска личност
Једини извор који постоји о животу Суна Цуа је биографија написана у 2. веку п. н. е. коју је написао историчар Сима Ћен, који га описује као генерала који је живео у држави У у 6. веку п. н. е. и стога био савременик великих кинеских мислилаца, као што је Конфучије. Према предању, Сун Цу је био члан кинеске аристократије без земљишних поседа, познате као ши, коју су чинили потомци племства које је изгубило своје поседе током консолидације периода Пролећа и Јесени. За разлику од већине ши племића, који су били путујући академици, Сун Цу је радио као најамник (слично данашњим војним консултантима). Према предању, краљ Хелу је унајмио Суна Цуа као генерала негде око 512. п. н. е. пошто је завршио свој војни трактат „Умеће ратовања“ (на кинеском Пинг Фа). После његовог преузимања команде, држава У, дотада сматрана полуварварском, постала је једна од најмоћнијих држава тог периода пошто је покорила моћну државу Чу. Сун Цу је изненада нестао пошто је краљ Хелу завршио покоравање државе Чу. Стога су подаци о његовој смрти остали непознати. Наслов Пинг Фа може се превести и као војне методе, армијске процедуре или борбено умеће. Око 298. п. н. е. историчар Чуан Цу, који је писао у држави Чао, записао је да је теорија Суна Цуа постала саставни део војних метода борбе, било у нападу или одбрани, са оружјем или без. Дело Суна Цуа било је филозофска основа за оно што данас познајемо као азијске борилачке вештине.
Историјски подаци о Сун Цуу детаљно су разматрани у у уводу у превод Умећа ратовања из 1910. године, аутора Лајонела Гајлса (доступно као онлајн текст на Пројекту Гутенберг).
Године 1972. откривено је неколико текстова урезаних на бамбусу, у гробници близу Линјиа у Шандонгу. Ово је помогло да се утврди већ постојећи текст и додају нови делови. Ова верзија смештена је у период 134–118. године п. н. е., и тако оповргла теорије о каснијем пореклу овог дела.
Сун Бин, познат као Сун Осакаћени, наводно обогаљени потомак Суна Цуа, такође је написао текст познат као Умеће ратовања, који је више оријентисан на практичне детаље него на војну стратегију. Најмање један од преводилаца користио је за ово дело израз Изгубљено умеће ратовања, што је указивало на дуги период у коме је књига Сун Бина била изгубљена. Међутим, нема сличности између садржаја или стила писања између Суна Бина и Суна Цуа.
Умеће ратовања је једно од најпопуларнијих војних дела у историји. У древној Кини било је дуго посматрано као штиво које се морало знати за пријем на више студије и као једно од најбитнијих дела у кинеској књижевности уопште. Постоје приче да су и Мао Цедунг и Јосиф Стаљин читали ову књигу током ратовања.
Постоји и предање да је Сун Цу предак Суна Цјуана, оснивача краљевства У, које је било једно од три ривалска краљевства током периода Три краљевства.

## Наслеђе
Уметност ратовања је уведена у Јапан око 760. године и књига је брзо постала популарна међу јапанским генералима. Својим каснијим утицајем на „велике уједињиваче“ Јапана из периода Сенгоку, Ода Нобунага, Тојотомија Хидејошија и Токугаву Иејасуа, значајно је утицао на уједињење Јапана у раној модерној ери. Мајсторство његовog учењa било је поштовано међу самурајима, а његова учења су подстицали и илустровали утицајни дајмјои и шогуни. Након Меиџи рестаурације, остао је популаран међу Јапанским царским оружаним снагама. Адмирал флоте Хејхачиро Того, који је предводио јапанске снаге до победе у Руско-јапанском рату, био је страствени читалац Сун Цуа.
Хо Ши Мин је превео дело за своје вијетнамске официре за учење. Његов генерал Во Нгујен Гијап, стратег иза победа над француским и америчким снагама у Вијетнаму, такође је био страствени студент и практичар Сун Цуових идеја.
Амерички азијски сукоби против Јапана, Северне Кореје и Северног Вијетнама довели су Сун Цуа на пажњу америчких војних вођа. Министарство армије Сједињених Држава, преко свог Командног и генералштабског колеџа, наложило је свим јединицама да одржавају библиотеке у оквиру својих штабова за континуирано образовање особља у ратној вештини. Уметност ратовања се помиње као пример радова које треба одржавати у сваком објекту, а штабни дежурни су дужни да припреме кратке радове за представљање другим официрима на њиховим читањима. Слично, Сун Цуова Уметност ратовања је наведена у програму за професионално читање маринаца. Током Заливског рата 1990-их, и генерали Норман Шварцкопф млађи и Колин Пауел су користили принципе Сун Цуа који се односе на превару, брзину и ударање у слабе тачке непријатеља. Међутим, Сједињене Државе и друге западне земље су критиковане због тога што не разумеју истински рад Сун Цуа, и не цене Уметност ратовања у ширем контексту кинеског друштва.

## Књиге које је написао Сун Цу
- Умеће ратовања